# Basilica della Santissima Annunziata

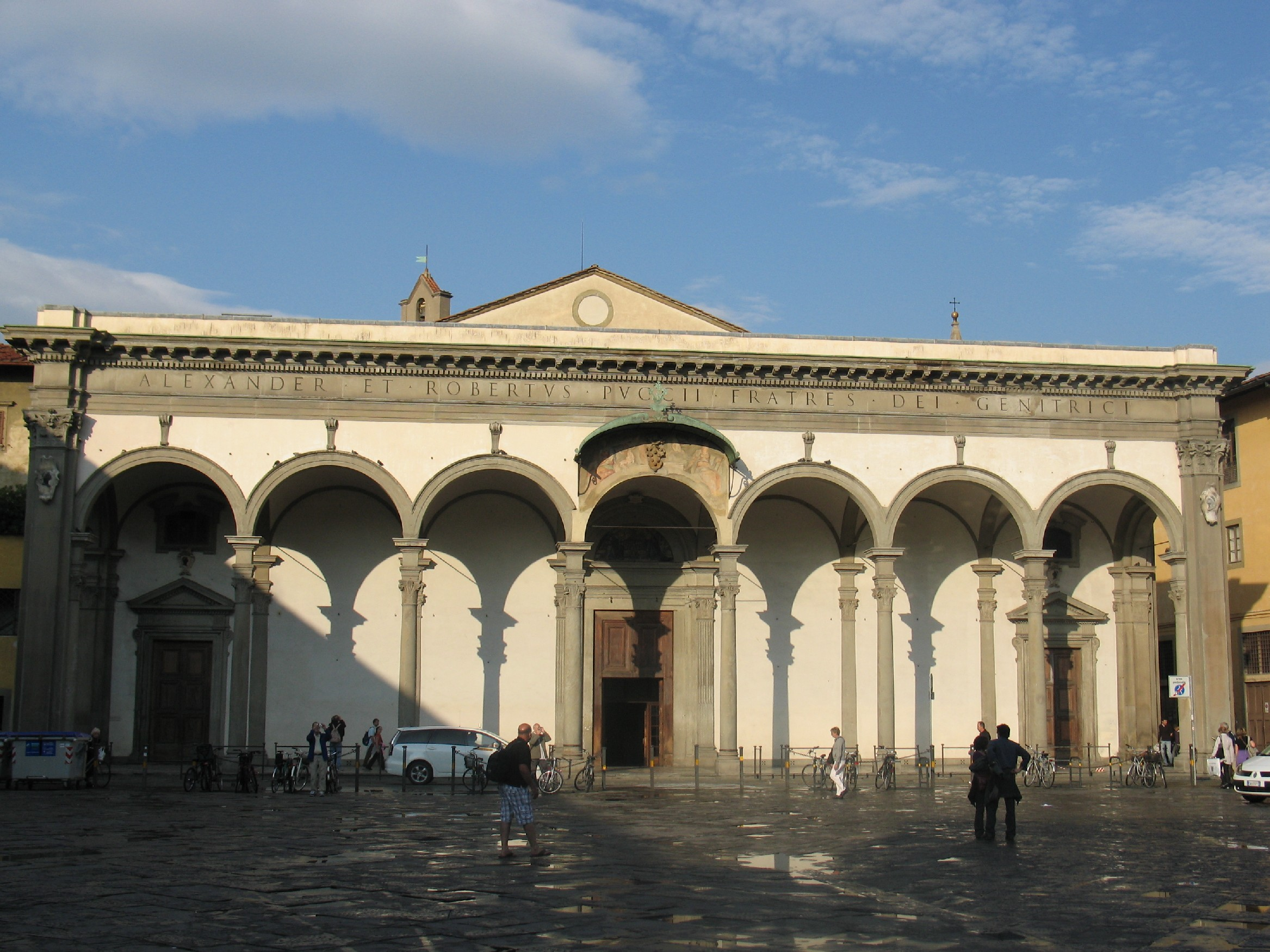
A fachada principal de Santa Annunziata.

A Basílica da Santíssima Anunciada (em italiano: Basilica della Santissima Annunziata) é uma basílica católica em Florença, na Itália e a catedral da Ordem dos Servitas. Fica localizada na parte nordeste da Piazza Santissima Annunziata.

## História
A igreja foi fundada em 1250 pelos sete membros originais da Ordem. Em 1252, uma pintura da Anunciação, que havia sido começada por um dos monges mas abandonada por ele em desespero, porque não se achava capaz de criar uma imagem bonita o suficiente, foi supostamente terminada por um anjo enquanto ele dormia. A pintura foi colocada na igreja e se tornou tão venerada que, em 1444, a Família Gonzaga, de Mântua, financiou uma tribuna especial para ela.
Michelozzo Michelozzi, irmão do Prior servita, foi contratado para construí-la, mas como o patriarca dos Gonzaga tinha especial admiração pelo trabalho de Leon Battista Alberti, ele recebeu a incumbência em 1469. Sua imaginação, entretanto, era limitada pelas fundações preexistentes e a construção foi completada apenas em 1481, após sua morte.
Apesar de local ter recebido uma reforma em estilo barroco no século XVII, a obra original de um domo circular espaçado e flanqueado por nichos de pequenos altares ainda é visível.
A fachada da igreja foi adicionada em 1601 pelo arquiteto Giovanni Battista Caccini, uma imitação da fachada de Filippo Brunelleschi para o Hospital dos Inocentes (Ospedale degli Innocenti), que ocupa o lado leste da praça.

## Veneração
Os peregrinos que iam à igreja para venerar a pintura, muitas vezes também deixavam oferendas sagradas em cera, algumas em tamanho natural do doador e às vezes acompanhadas de esculturas de cavalos, também em cera. Em 1516, um atrium especial foi construído para abrigar estas figuras. No fim do século XVIII havia cerca de 600 dessas esculturas na basílica e elas se tornaram uma das grandes atrações turísticas de Florença. Em 1786, entretanto, todas foram derretidas para produzir velas. É atualmente conhecida por ser o local onde está sepultada Maria Valtorta, mística do século XX.